# Miasto i psy (film)
Miasto i psy (hiszp. La ciudad y los perros) – peruwiański dramat filmowy z 1985 roku w reżyserii Francisco J. Lombardiego, zrealizowany na podstawie powieści pod tym samym tytułem autorstwa Mario Vargasa Llosy.
Film miał swoją światową premierę 11 maja 1985 roku w ramach sekcji "Quinzaine des réalisateurs" na 38. MFF w Cannes. Na ekrany kin w Peru wszedł 18 czerwca 1985 roku. W ojczystym kraju uzyskał status filmu kultowego.

## Fabuła
Film opowiada o kadetach z akademii wojskowej im. Leoncio Prady w Limie, będących tytułowymi psami. Obraz odgrodzonej od zewnętrznego świata szkoły, w której panują prawa dżungli, bazował na autobiograficznych przeżyciach samego Mario Vargasa Llosy.

## Obsada
- Pablo Serra – Poeta
- Gustavo Bueno – porucznik Gamboa
- Luis Álvarez – pułkownik
- Juan Manuel Ochoa – Jaguar
- Eduardo Adrianzén – Niewolnik
- Liliana Navarro – Teresa
- Jorge Rodríguez Paz – generał

## Nagrody i nominacje
Film zdobył wyróżnienie na MFF w Mannheim-Heidelberg oraz nagrodę za najlepszą reżyserię na MFF w San Sebastián. Był też oficjalnym peruwiańskim kandydatem do Oscara dla najlepszego filmu nieanglojęzycznego, ale ostatecznie nie zdobył nominacji.